# L'Amour (film, 1933)
Pour les articles homonymes, voir Amour (homonymie).
Pour plus de détails, voir Fiche technique et Distribution.
L'Amour (愛撫, Ramūru) est un film japonais muet de Heinosuke Gosho sorti en 1933.

## Synopsis
Le docteur Murata dirige une petite clinique dans un village non loin du mont Fuji. Il vit avec sa fille Machiko et espère que son fils Hideo viendra travailler avec lui lorsqu'il aura achevé ses études de médecine à Tokyo. Yoshika, un riche homme d'affaires demande la main de sa fille au docteur Murata en échange de la promesse de lui construire un hôpital mais il rejette cette offre, sachant Machiko amoureuse de Konishi, le professeur du village.
Un jour, Murata fait une erreur de diagnostic sur un cas d'appendicite qui ébranle sa confiance. Les journaux locaux s'emparent de l'affaire et pour couronner le tout, Hideo écrit de Tokyo qu'il est malade et alité, il réclame de l'argent et un kimono d'hiver. Lorsque Machiko se rend à Tokyo, elle découvre que son frère a abandonné ses études de médecine. Il mène une vie dissolue et habite avec sa maitresse, Setsuko. Apprenant cette nouvelle, Murata fait une attaque.
Matsuoka, un ami de longue date du docteur devenu écrivain à succès intervient auprès de Hideo afin qu'il se rende au chevet de son père souffrant. Père et fils se réconcilient et Matsuoka promet d'aider Hideo à devenir écrivain. Murata finit par se remettre et Machiko et Konishi décident de se marier.

## Fiche technique
- Titre : L'Amour
- Titre original : 愛撫 (Ramūru?)
- Réalisation : Heinosuke Gosho
- Scénario : Akira Fushimi
- Photographie : Jōji Ohara
- Sociétés de production : Shōchiku (studios Kamata)
- Pays d'origine :  Empire du Japon
- Format : noir et blanc — 1,37:1 — 35 mm — muet
- Genre : drame
- Durée : 130 minutes
- Date de sortie :
  - Empire du Japon : 9 novembre 1933[1]

## Distribution
- Jun Arai : le docteur Murata
- Yoshiko Okada : Machiko, sa fille
- Tadao Watanabe : Hideo, son fils
- Tokuji Kobayashi : Konishi
- Michiko Oikawa : Setsuko

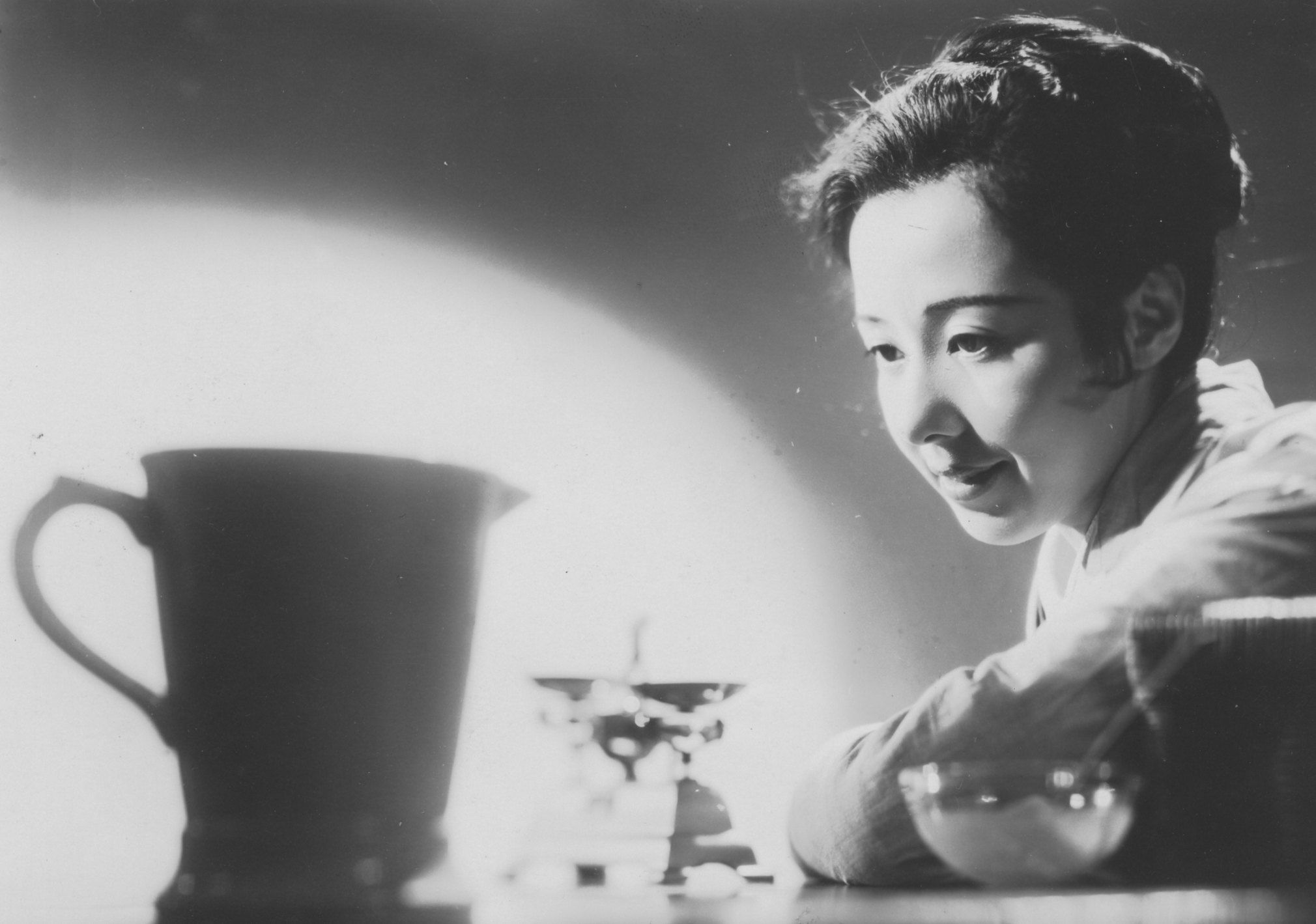
Scène du film avec Yoshiko Okada.

- Takeshi Sakamoto : Matsuoka, un ami du docteur Murata
- Reikichi Kawamura : Yoshika
- Reikō Tani : Seikichi, le tireur de pousse-pousse
- Chōko Iida : la logeuse de Hideo à Tokyo
- Shigeru Ogura : Shin, un employé de l'auberge

## Autour du film
Heinosuke Gosho évoque dans ce film les conflits familiaux engendrés par l'éternel problème d'un père qui projette ses désirs professionnels sur la vie de son fils. La sœur Machiko sera l'indispensable lien qui permettra à chacun de s'excuser auprès de l'autre et d'aboutir à la réconciliation.
L'Amour, le dernier des cinq films que Heinosuke Gosho réalise en 1933, est aussi l'un de ses films préférés parmi tous ceux qu'il a tourné. Le film, qui développe une étude psychologique des relations entre un médecin d'une petite ville et ses enfants, est remarquable de par sa structure narrative et son mélange des genres.
L'Amour est l'un des deux films de la période muette de Heinosuke Gosho qui ait survécu jusqu'à nos jours. Le second étant La Danseuse d'Izu (Koi no hana saku Izu no odoriko) sorti la même année.